# أخلاقيات عصبية
تجمع الأخلاقيات العصبية بين اثنين من الفروع الدراسية المرتبطة: ما أطلقت عليه الفيلسوفة أدينا روسكيز أخلاقيات العلوم العصبية من جهة وعلم أعصاب الأخلاق من جهة أخرى. تشكل أخلاقيات العلوم العصبية الجزء الأكبر من أعمال الأخلاقيات العصبية. يهتم هذا الفرع بتأثيرات علم الأعصاب الأخلاقية، والقانونية والاجتماعية، بما في ذلك إمكانية استخدام التقنية العصبية بغرض التنبؤ بالسلوك البشري أو تغييره و«النتائج المترتبة على فهمنا الميكانيكي لوظائف الدماغ في المجتمع... مع دمج المعرفة بالعلوم العصبية بالفكر الاجتماعي والأخلاقي».
لا تختلف بعض مشكلات الأخلاقيات العصبية بشكل جوهري عن تلك التي تواجهها أخلاقيات علم الأحياء. تواجه الأخلاقيات العصبية مع ذلك عددًا من المشكلات الفريدة نظرًا إلى التأثيرات واسعة النطاق للدماغ، الذي يمثل عضو العقل، على المشكلات الفلسفية الأخرى، مثل طبيعة الإرادة الحرة، والمسؤولية الأخلاقية، وخداع النفس والهوية الشخصية. ترد الأمثلة حول موضوعات الأخلاقيات العصبية لاحقًا في المقال («القضايا الجوهرية في الأخلاقيات العصبية»).
شغل أصل مصطلح «الأخلاقيات العصبية» العديد من الكتّاب. زعم ريس وروز أن مصطلح الأخلاقيات العصبية مستحدث ناشئ في أوائل القرن الواحد والعشرين (كما هو وارد في «المراجع» في الصفحة 9)، إذ يرجع هذا بشكل كبير للاتصالات الشفوية والمكتوبة للأخلاقيين والفلاسفة. وفقًا لراسين (2010)، صاغت طبيبة هارفارد أنيليس أ. بونتيوس هذا المصطلح في ورقة بحثية بعنوان «الأخلاقيات العصبية في «المشي» لدى حديثي الولادة» بالنسبة للمهارات الإدراكية والحركية في عام 1973. أعادت الباحثة اقتراح المصطلح في عام 1993 في ورقتها التقرير النفسي، الذي غالبًا ما يُذكر بشكل خاطئ بوصفه أول عنوان محتو على مصطلح «الأخلاقيات العصبية». قبل عام 1993، استخدم عالم الأعصاب الأمريكي رونالد كرانفورد المصطلح (انظر كرانفورد 1989). سجل إيليس (2003) استخدام المنشورات العلمية للمصطلح في الفترة الممتدة بين عامي 1989 و1991. يعود فضل اكتساب الأخلاقيات العصبية معناها الحالي بشكل كبير إلى الكاتب ويليام سافاير، الذي عرّفها في عام 2002 بأنها «اختبار ما هو صحيح وما هو خاطئ، ما هو جيد وما هو سيء، فيما يتعلق بعلاج الدماغ البشري، أو الوصول به إلى الكمال، أو محاولات غزوه بشكل غير مرغوب والتلاعب المثير للقلق به».

## القضايا الجوهرية
تضم الأخلاقيات العصبية نطاقًا واسعًا من القضايا المختلفة، التي يتعذر تعيينها خارج إطار الأخلاقيات العصبية. ترتبط بعض هذه القضايا بشكل وثيق مع الأخلاقيات الطبية الحيوية التقليدية، إذ يتعلق العديد من هذه القضايا بأجهزة الأعضاء الأخرى المغايرة للدماغ. على سبيل المثال، كيفية التعامل مع النتائج العرضية الملاحظة بعد فحص شخص سليم مشارك في بحث معين وكشف نتائج الفحص عن شذوذ ما؟ مدى سلامة العقاقير المستخدمة بهدف تحسين وظيفة الدماغ؟ تمتلك مثل هذه القضايا الأخلاقية العصبية سوابق واضحة في الأخلاقيات الحيوية التقليدية. تُعد هذه القضايا ذات أهمية بالغة، ومن الممكن لحسن الحظ الاستفادة من الخبرات المجتمعية للسوابق ذات الصلة من أجل تحديد أفضل النهج المتبعة في القضايا الحالية. في المقابل، تُعتبر العديد من القضايا الأخلاقية العصبية جديدة، على الأقل بشكل جزئي، ما يفسر الجاذبية الفكرية التي تميز الأخلاقيات العصبية. تجبرنا هذه القضايا الجديدة نسبيًا على التفكير في العلاقة بين العقل والدماغ وتأثيراتها الأخلاقية.

### التداخلات على الدماغ
تُعتبر أخلاقيات التحسين المعرفي العصبي، التي تشمل استخدام العقاقير وغيرها من التداخلات على الدماغ من أجل جعل الناس العاديين «أفضل من جيدين»، أحد الأمثلة على قضايا الأخلاقيات العصبية ذات الجوانب المألوفة والجديدة على حد سواء. يمكن الاستفادة من الأعمال الأخلاقية الحيوية السابقة فيما يتعلق بالتحسينات الجسدية مثل استخدام المنشطات لزيادة القوة في الرياضات المختلفة واستخدام هرمون النمو البشري لدى الفتيان الطبيعيين ذوي القامة القصيرة. من جهة أخرى، يوجد العديد من القضايا الأخلاقية الجديدة التي تنشأ من ارتباطها بتحسين الدماغ، نظرًا إلى تأثير هذا التحسينات على كيفية شعور المرء وتفكيره، ما يثير عددًا من القضايا الجديدة نسبيًا حول «حرية الإدراك». يؤدي الدور المتزايد لعلم النفس الدوائي في حياتنا اليومية بدوره إلى إثارة عدد من القضايا الأخلاقية، على سبيل المثال، تأثير تسويق الأدوية على مفاهيمنا المتعلقة بالصحة النفسية والحالة السوية، فضلًا عن إدراك الهوية الشخصية التي تتميز بمرونتها المتزايدة باستمرار نتيجة ما أسماه بيتر د. كرامر «علم النفس الدوائي التجميلي».

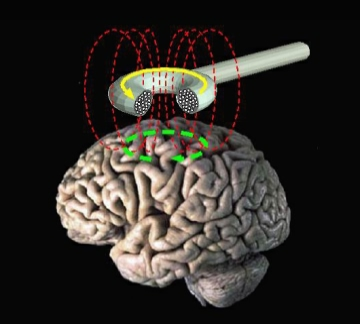
التحفيز المغناطيسي عبر الجمجمة

في الوقت الحالي، تشهد النهج غير الدوائية المستخدمة في تغيير وظيفة الدماغ فترة من التطور السريع، مع عودة ظهور الجراحة النفسية كعلاج للأمراض النفسية المقاومة للأدوية وتطور علاجات واعدة جديدة بالاستناد إلى التحفيز العميق للدماغ بالإضافة إلى النهج غير الباضعة نسبيًا للتحفيز عبر الجمجمة. ما تزال الأبحاث المتعلقة بوصلات الدماغ-الآلة في مراحلها قبل السريرية إلا أنها تعطي نتائج واعدة فيما يتعلق بتمكين مرضى الشلل من التحكم بالحواسيب والروبوتات بالاعتماد على التفكير. كما يذكرنا التاريخ المأساوي لعمليات بضع الفص الجبهي، لا يمكن إحداث تعديلات دائمة على الدماغ بسهولة. على الرغم من اقتصار التداخلات غير الدوائية بشكل حصري على الأهداف العلاجية، يُعتبر الجيش الأميركي الراعي لأبحاث هذا المجال العام (على وجه التحديد استخدام التنبيه باستخدام التيار المباشر عبر القحف) إذ من المفترض أن هذه الأبحاث هادفة لتحسين قدرات الجنود.

### تصوير الدماغ

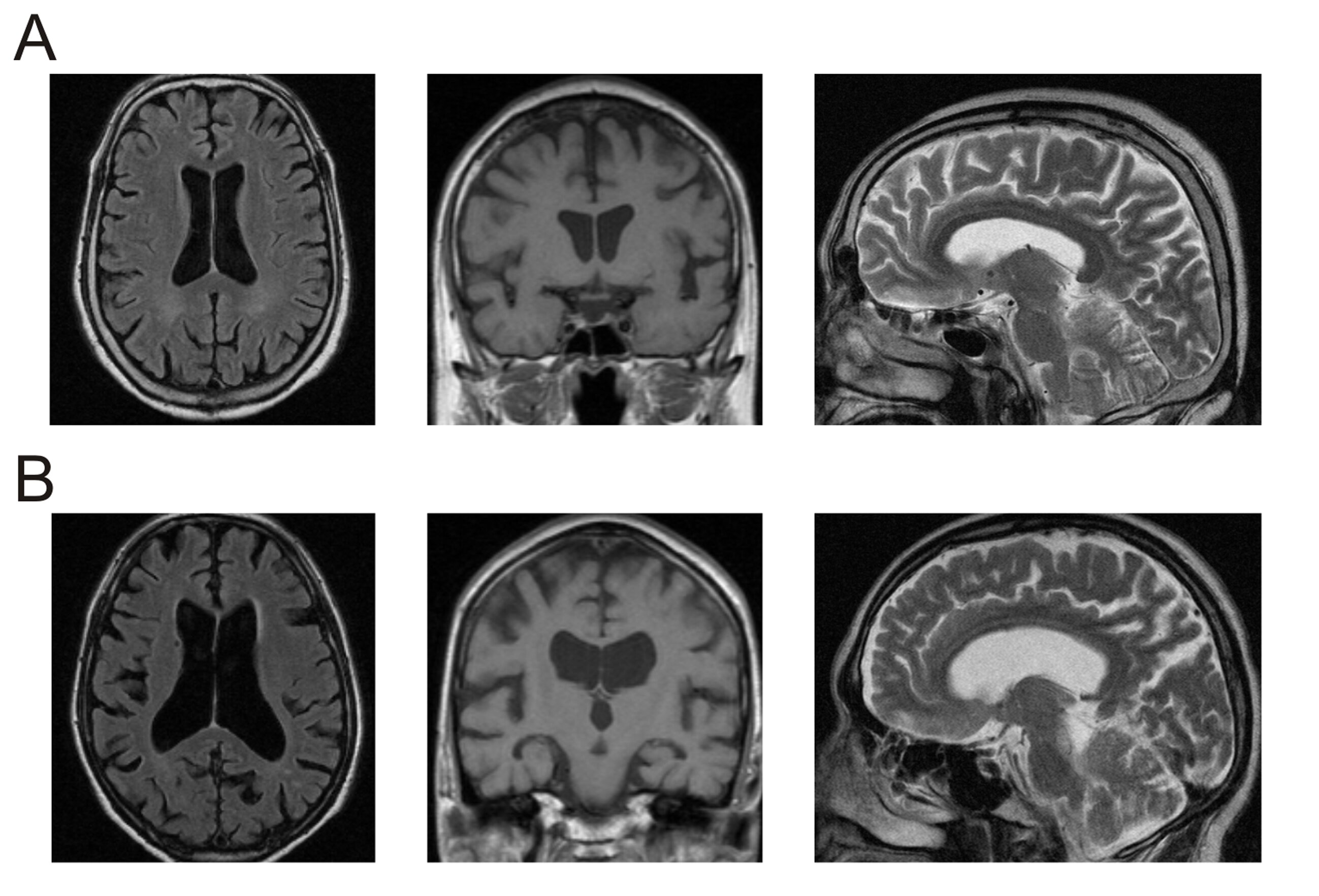
تصوير الدماغ

بالإضافة إلى القضايا الهامة المتعلقة بالسلامة والنتائج العرضية، المذكورة أعلاه، تنشأ بعض القضايا الأخلاقية من القدرة منقطعة النظير والمتطورة بسرعة على ضبط تنشيط الدماغ وفقًا للسمات والحالات النفسية. تعتمد إحدى التطبيقات الجديدة الأكثر تداولًا لتصوير الدماغ على الارتباطات بين نشاط الدماغ والخداع المتعمد. يمكن النظر في الخداع المتعمد في سياق جهاز كشف الكذب. يشير هذا إلى استخدام العلماء لتصوير الدماغ من أجل ملاحظة مناطق معينة من الدماغ أثناء ممارسة الشخص للخداع. استطاعت مجموعات بحثية عديدة تحديد ارتباطات «إف إم آر آي» للخداع المتعمد في المهام المختبرية، وشهدت هذه التقنية رواجًا ملحوظًا على الرغم من تشكيك العديد من الخبراء فيها. تتمثل إحدى تطبيقات تصوير الدماغ الأكثر عملية في «علم التسويق العصبي»، الذي يهتم بقياس ردود فعل الأفراد الواعية أو غير الواعية على منتجات معينة.
يجد الباحثون أيضًا من خلال التصوير الدماغي ارتباطات مع عدد هائل من السمات النفسية، بما في ذلك الشخصية، والذكاء، ونقاط الضعف في الصحة النفسية، ومواقف الفرد تجاه مجموعات إثنية معينة والنزعة تجاه جرائم العنف. قد تتظاهر المواقف العرقية غير الواعية في تنشيط الدماغ. تثير قدرات تصوير الدماغ هذه، الموجودة بالفعل والواعدة، عددًا من القضايا الأخلاقية. تمثل الخصوصية إحدى أكثر الأمور المثيرة للقلق. على سبيل المثال، يهتم كل من أصحاب العمل، والمسوقين والحكومات بشكل كبير في كشف قدرات بعض الأشخاص المعينين، وشخصيتهم، ونزاهتهم وغيرها من العوامل النفسية الأخرى. يثير هذا تساؤلًا حيال مدى وجوب ضمان خصوصية عقولنا، والوقت المناسب وكيفية تحقيق ذلك.
تتمثل إحدى المشاكل الأخلاقية الأخرى في اعتبار نتائج تصوير الدماغ أكثر دقة وموضوعية مما هي عليه في الواقع. تفصل طبقات عديدة من معالجة الإشارات، والتحليل الإحصائي والتفسير نشاط الدماغ الذي يكشفه التصوير عن السمات والحالات النفسية المستخلصة منه. تشمل إحدى المخاطر تجاهل العامة (بما في ذلك القضاة والهيئات المحلفة، وأصحاب العمل، وشركات التأمين وما إلى ذلك) لهذه التعقيدات واستخدام نتائج التصوير العصبي بوصفها حقيقة غير قابلة للجدل.
تكمن إحدى أشكال سوء الفهم الأخرى ذات الصلة في ما يُعرف باسم الواقعية العصبية: في شكله الأبسط، يعتبر هذا النهج الفكري الشيء حقيقيًا عند إمكانية قياسه باستخدام المعدات الإلكترونية. يُعتبر الفرد الذي يزعم إصابته بحالة من «الألم»، أو «الرغبة الجنسية المنخفضة» أو «العواطف غير السارة» مريضًا «حقيقيًا» عند دعم هذه الأعراض بتصوير للدماغ، إذ يُعتبر الشخص بالتالي سليمًا أو طبيعيًا عند عدم توافق الأعراض مع موجودات تصوير الدماغ. تبرز حالة وهم الأطراف عدم صلاحية هذا النهج.